# Faktorinkomster
Faktorinkomster är ett mått som används inom nationalräkenskaper och makroekonomi och utgörs av avkastning på kapital och löner (löner som intjänats i främmande land och förs tillbaka till landet räknas som löpande transfereringar). Faktorinkomster är en del av bytesbalansen.
Förledet "faktor" i faktorinkomster syftar på det nationalekonomiska begreppet produktionsfaktorerna. Dessa utgörs av arbete, kapital och naturresurser och de genererar alla inkomster till den som äger dem. Arbetstagaren erhåller ersättning för sin arbetsinsats i form av lön. Kapitalägare får avkastning på kapitalet, främst i form av räntor och aktieutdelningar. Naturresurser ger olika former av avkastning beroende på vad det rör sig om: åkermark ger grödor, skog ger virke, gruvor ger malm, etc.